# Цакони
Цакони (грч. Τσάκονη) је насељено место у општини Костур у периферији Западна Македонија, Грчка. Према попису из 2021. године било је 246 становника.
Према бугарском географу и историчару, Василу Канчову, у Цаконима је 1900. године живело 200 Словена хришћана и 150 Словена муслимана или Турака. Након 1924. муслиманско становништво је принудно исељено у Турску а на њихово место су насељене грчке избеглице из Турске, укупно њих 92.